# Front des forces d'action pour la république
Front des forces d'action pour la république er et politisk parti i Tchad, ledet af Ngarlejy Yorongar.
| Politisk parti | Spire Denne artikel om et politisk parti eller gruppe er en spire som bør udbygges. Du er velkommen til at hjælpe Wikipedia ved at udvide den. |